# Italia en la Eurocopa 2024
La Selección de fútbol de Italia fue una de las 24 selecciones participantes en la Eurocopa 2024, torneo que se disputó en Alemania entre el 14 de junio y el 14 de julio de 2024.

## Clasificación
Italia obtuvo la clasificación para el torneo continental como segunda del grupo C, en el que se midió a las selecciones de Inglaterra, Ucrania, Macedonia y Malta.
| Equipo              | Pts | PJ | PG | PE | PP | GF | GC | Dif |
| ------------------- | --- | -- | -- | -- | -- | -- | -- | --- |
| Inglaterra          | 20  | 8  | 6  | 2  | 0  | 22 | 4  | +18 |
| Italia              | 14  | 8  | 4  | 2  | 2  | 16 | 9  | +7  |
| Ucrania             | 14  | 8  | 4  | 2  | 2  | 11 | 8  | +3  |
| Macedonia del Norte | 8   | 8  | 2  | 2  | 4  | 10 | 20 | -10 |
| Malta               | 0   | 8  | 0  | 0  | 8  | 2  | 20 | -18 |

     — Clasificado para la Eurocopa 2024.

     — Play off para la Eurocopa 2024.

### Partidos
| Fecha                    | Ciudad     | Jornada |                     |                                | Resultado |                                |                     |
| ------------------------ | ---------- | ------- | ------------------- | ------------------------------ | --------- | ------------------------------ | ------------------- |
| 23 de marzo de 2023      | Nápoles    | 1       | Italia              | Bandera de Italia              | 1:2 (0:2) | Bandera de Inglaterra          | Inglaterra          |
| 26 de marzo de 2023      | La Valeta  | 2       | Malta               | Bandera de Malta               | 0:2 (0:2) | Bandera de Italia              | Italia              |
| 9 de septiembre de 2023  | Skopie     | 5       | Macedonia del Norte | Bandera de Macedonia del Norte | 1:1 (0:0) | Bandera de Italia              | Italia              |
| 12 de septiembre de 2023 | Milán      | 6       | Italia              | Bandera de Italia              | 2:1 (2:1) | Bandera de Ucrania             | Ucrania             |
| 14 de octubre de 2023    | Bari       | 7       | Italia              | Bandera de Italia              | 4:0 (2:0) | Bandera de Malta               | Malta               |
| 14 de octubre de 2023    | Londres    | 8       | Inglaterra          | Bandera de Inglaterra          | 3:1 (1:1) | Bandera de Italia              | Italia              |
| 17 de noviembre de 2023  | Roma       | 9       | Italia              | Bandera de Italia              | 5:2 (3:0) | Bandera de Macedonia del Norte | Macedonia del Norte |
| 20 de noviembre de 2023  | Leverkusen | 10      | Ucrania             | Bandera de Ucrania             | 0:0       | Bandera de Italia              | Italia              |

#### Italia vs. Inglaterra
| 23 de marzo de 2023 | Italia      | 1:2 (0:2) | Inglaterra                   | Estadio Diego Armando Maradona, Nápoles                                             |                                                                                     |
| 20:45 (UTC+1)       | Retegui 56' | Reporte   | - Rice 13' - Kane 44' (pen.) | Asistencia: 44 536 espectadores Árbitro(s): Srđan Jovanović VAR: Tomasz Kwiatkowski | Asistencia: 44 536 espectadores Árbitro(s): Srđan Jovanović VAR: Tomasz Kwiatkowski |

| Uniformes | Uniformes |
| --------- | --------- |
|           |           |

#### Malta vs. Italia
| 26 de marzo de 2023 | Malta | 0:2 (0:2) | Italia                      | Estadio Nacional, Ta' Qali                                                        |                                                                                   |
| 20:45 (UTC+1)       |       | Reporte   | - Retegui 15' - Pessina 27' | Asistencia: 16 015 espectadores Árbitro(s): Georgi Kabakov VAR: Christian Dingert | Asistencia: 16 015 espectadores Árbitro(s): Georgi Kabakov VAR: Christian Dingert |

| Uniformes | Uniformes |
| --------- | --------- |
|           |           |

#### Macedonia del Norte vs. Italia
| 9 de septiembre de 2023 | Macedonia del Norte | 1:1 (0:0) | Italia       | Toše Proeski Arena, Skopie                                                        |                                                                                   |
| 20:45 (UTC+2)           | Bardhi 81'          | Reporte   | Immobile 47' | Asistencia: 28 126 espectadores Árbitro(s): François Letexier VAR: Jérôme Brisard | Asistencia: 28 126 espectadores Árbitro(s): François Letexier VAR: Jérôme Brisard |

| Uniformes | Uniformes |
| --------- | --------- |
|           |           |

#### Italia vs. Ucrania
| 12 de septiembre de 2023 | Italia            | 2:1 (2:1) | Ucrania        | Estadio Giuseppe Meazza, Milán                                                        |                                                                                       |
| 20:45 (UTC+2)            | Frattesi 12', 29' | Reporte   | Yarmolenko 41' | Asistencia: 58 386 espectadores Árbitro(s): Hernández Hernández VAR: Del Cerro Grande | Asistencia: 58 386 espectadores Árbitro(s): Hernández Hernández VAR: Del Cerro Grande |

| Uniformes | Uniformes |
| --------- | --------- |
|           |           |

#### Italia vs. Malta
| 14 de octubre de 2023 | Italia | 4:0 (2:0) | Malta | Estadio San Nicola, Bari | |
| 20:45 (UTC+2)         |        | Reporte   |       | Asistencia: 56 186 espectadores · Árbitro(s): Duje Strukan · VAR: Ivan Bebek - Bonaventura 23' - Berardi 45+1', 63' - Frattesi 90+3' | Asistencia: 56 186 espectadores · Árbitro(s): Duje Strukan · VAR: Ivan Bebek - Bonaventura 23' - Berardi 45+1', 63' - Frattesi 90+3' |

| Uniformes | Uniformes |
| --------- | --------- |
|           |           |

#### Inglaterra vs. Italia
| 17 de octubre de 2023 | Inglaterra                            | 3:1 (1:1) | Italia       | Estadio de Wembley, Londres                                                    |                                                                                |
| 19:45 (UTC+1)         | - Kane 32' (pen.), 77' - Rashford 57' | Reporte   | Scamacca 15' | Asistencia: 83 194 espectadores Árbitro(s): Clément Turpin VAR: Jérôme Brisard | Asistencia: 83 194 espectadores Árbitro(s): Clément Turpin VAR: Jérôme Brisard |

| Uniformes | Uniformes |
| --------- | --------- |
|           |           |

#### Italia vs. Macedonia del Norte
| 17 de noviembre de 2023 | Italia                                                                | 5:2 (3:0) | Macedonia del Norte | Estadio Olímpico, Roma                                                        |                                                                               |
| 20:45 (UTC+1)           | - Darmian 17' - Chiesa 41', 45+2' - Raspadori 81' - El Shaarawy 90+3' | Reporte   | Atanasov 52', 74'   | Asistencia: 56 364 espectadores Árbitro(s): Felix Zwayer VAR: Bastian Dankert | Asistencia: 56 364 espectadores Árbitro(s): Felix Zwayer VAR: Bastian Dankert |

| Uniformes | Uniformes |
| --------- | --------- |
|           |           |

#### Ucrania vs. Italia
| 20 de noviembre de 2023 | Ucrania | 0:0     | Italia | BayArena, Leverkusen (Alemania)                                               |                                                                               |
| 20:45 (UTC+1)           |         | Reporte |        | Asistencia: 26 403 espectadores Árbitro(s): Gil Manzano VAR: Martínez Munuera | Asistencia: 26 403 espectadores Árbitro(s): Gil Manzano VAR: Martínez Munuera |

| Uniformes | Uniformes |
| --------- | --------- |
|           |           |

## Preparación

### Partidos previos
| Fecha               | Ciudad          | Competición |         |                    | Resultado |                                 |                      |
| ------------------- | --------------- | ----------- | ------- | ------------------ | --------- | ------------------------------- | -------------------- |
| 21 de marzo de 2024 | Fort Lauderdale | Amistoso    | Italia  | Bandera de Italia  | 2:1 (1:1) | Bandera de Venezuela            | Venezuela            |
| 24 de marzo de 2024 | Harrison        | Amistoso    | Ecuador | Bandera de Ecuador | 0:2 (0:1) | Bandera de Italia               | Italia               |
| 4 de junio de 2024  | Bologna         | Amistoso    | Italia  | Bandera de Italia  | 0:0       | Bandera de Turquía              | Turquía              |
| 9 de junio de 2024  | Empoli          | Amistoso    | Italia  | Bandera de Italia  | 1:0 (1:0) | Bandera de Bosnia y Herzegovina | Bosnia y Herzegovina |

### Amistosos previos
| 21 de marzo de 2024 | Italia           | 2:1 (1:1) | Venezuela  | Chase Stadium, Fort Lauderdale                             |                                                            |
| 17:00 (UTC-4)       | Retegui 40', 80' | Reporte   | Machís 43' | Asistencia: 30 000 espectadores Árbitro(s): Rubiel Vázquez | Asistencia: 30 000 espectadores Árbitro(s): Rubiel Vázquez |

| Uniformes | Uniformes |
| --------- | --------- |
|           |           |

| 24 de marzo de 2024 | Ecuador                       | 0:2 (0:1) | Italia | Red Bull Arena, Harrison                                |                                                         |
| 15:00 (UTC-5)       | Pellegrini 3' · Barella 90+4' | Reporte   |        | Asistencia: 18 000 espectadores Árbitro(s): Jon Freeman | Asistencia: 18 000 espectadores Árbitro(s): Jon Freeman |

| Uniformes | Uniformes |
| --------- | --------- |
|           |           |

| 4 de junio de 2024 | Italia | 0:0     | Turquía | Estadio Renato Dall'Ara, Bologna                               |                                                                |
| 21:00 (UTC+2)      |        | Reporte |         | Asistencia: 25 012 espectadores Árbitro(s): Sebastian Gishamer | Asistencia: 25 012 espectadores Árbitro(s): Sebastian Gishamer |

| Uniformes | Uniformes |
| --------- | --------- |
|           |           |

| 9 de junio de 2024 | Italia       | 1:0 (1:0) | Bosnia y Herzegovina | Estadio Carlo Castellani, Empoli                                   |                                                                    |
| 20:45 (UTC+2)      | Frattesi 39' | Reporte   |                      | Asistencia: 12 000 espectadores Árbitro(s): Chrysovalantis Theouli | Asistencia: 12 000 espectadores Árbitro(s): Chrysovalantis Theouli |

| Uniformes | Uniformes |
| --------- | --------- |
|           |           |

## Uniforme

### Oficial
| Opción 1 | Opción 2 | Opción 3 | Opción 4 |

### Alternativo
| Opción 1 | Opción 2 | Opción 3 | Opción 4 |

### Portero
| Opción 1 | Opción 2 | Opción 3 |

### Entrenamiento
|  |

### Portero
|  |

### Cuerpo técnico
|  |

## Torneo
Tras el sorteo celebrado en Hamburgo el 23 de marzo de 2024 Italia quedó integrada en un Grupo D en el que también estarán España, Croacia y Alabania.

### Partidos
| Fecha       | Ciudad        | Instancia        |         |                    | Resultado |                    |         |
| ----------- | ------------- | ---------------- | ------- | ------------------ | --------- | ------------------ | ------- |
| 15 de junio | Dortmund      | Fase de grupos   | Italia  | Bandera de Italia  | 2:1 (2:1) | Bandera de Albania | Albania |
| 20 de junio | Gelsenkirchen | Fase de grupos   | España  | Bandera de España  | 1:0 (0:0) | Bandera de Italia  | Italia  |
| 24 de junio | Leipzig       | Fase de grupos   | Croacia | Bandera de Croacia | 1:1 (0:0) | Bandera de Italia  | Italia  |
| 29 de junio | Berlín        | Octavos de final | Suiza   | Bandera de Suiza   | 2:0 (1:0) | Bandera de Italia  | Italia  |

### Primera fase
| Equipo  | Pts | PJ | PG | PE | PP | GF | GC | Dif |
| ------- | --- | -- | -- | -- | -- | -- | -- | --- |
| España  | 9   | 3  | 3  | 0  | 0  | 5  | 0  | +5  |
| Italia  | 4   | 3  | 1  | 1  | 1  | 3  | 3  | 0   |
| Croacia | 2   | 3  | 0  | 2  | 1  | 3  | 6  | -3  |
| Albania | 1   | 3  | 0  | 1  | 2  | 3  | 5  | -2  |

#### Italia vs. Albania
| 15 de junio de 2024, 21:00                                                                    | Italia                      | 2:1 (2:1) | Albania    | BVB Stadion Dortmund, Dortmund                                                |                                                                               |
|                                                                                               | - Bastoni 11' - Barella 16' | Reporte   | Bajrami 1' | Asistencia: 60 512 espectadores Árbitro(s): Felix Zwayer VAR: Bastian Dankert | Asistencia: 60 512 espectadores Árbitro(s): Felix Zwayer VAR: Bastian Dankert |
| El gol de Nedim Bajrami a los 23 segundos es el gol más rápido en la historia de la Eurocopa. |                             |           |            |                                                                               |                                                                               |

| 1          | Guardameta     | Gianluigi Donnarumma |       |
| 2          | Defensa        | Giovanni Di Lorenzo  |       |
| 23         | Defensa        | Alessandro Bastoni   |       |
| 5          | Defensa        | Riccardo Calafiori   |       |
| 3          | Defensa        | Federico Dimarco     | 83'   |
| 8          | Centrocampista | Jorginho             |       |
| 18         | Centrocampista | Nicolò Barella       | 90+2' |
| 7          | Centrocampista | Davide Frattesi      |       |
| 10         | Centrocampista | Lorenzo Pellegrini   | 77'   |
| 14         | Centrocampista | Federico Chiesa      | 77'   |
| 9          | Delantero      | Gianluca Scamacca    | 83'   |
| Entrenador | Entrenador     | Luciano Spalletti    |       |

| 23         | Guardameta     | Thomas Strakosha |     |
| 4          | Defensa        | Elseid Hysaj     |     |
| 6          | Defensa        | Berat Djimsiti   |     |
| 5          | Defensa        | Arlind Ajeti     |     |
| 3          | Defensa        | Mario Mitaj      |     |
| 21         | Centrocampista | Kristjan Asllani |     |
| 20         | Centrocampista | Ylber Ramadani   |     |
| 10         | Centrocampista | Nedim Bajrami    | 87' |
| 9          | Delantero      | Jasir Asani      | 68' |
| 11         | Delantero      | Armando Broja    | 77' |
| 15         | Delantero      | Taulant Seferi   | 68' |
| Entrenador | Entrenador     | Sylvinho         |     |

| 24 | Defensa        | Andrea Cambiaso    | 77'   |
| 16 | Centrocampista | Bryan Cristante    | 77'   |
| 13 | Defensa        | Matteo Darmian     | 83'   |
| 19 | Delantero      | Mateo Retegui      | 83'   |
| 25 | Delantero      | Michael Folorunsho | 90+2' |

| 14 | Centrocampista | Qazim Laçi  | 68' |
| 26 | Delantero      | Arbër Hoxha | 68' |
| 7  | Delantero      | Rey Manaj   | 77' |
| 17 | Delantero      | Ernest Muçi | 87' |

| Anotado | 11' | Alessandro Bastoni | 1:1 |
| Anotado | 16' | Nicolò Barella     | 2:1 |

| Anotado | 1' | Nedim Bajrami | 0:1 |

| Amonestado | 21' | Lorenzo Pellegrini |
| Amonestado | 51' | Riccardo Calafiori |

| Amonestado | 51' | Armando Broja |
| Amonestado | 74' | Arbër Hoxha   |

| Árbitro                                            | Bastian Dankert   |
| Árbitros asistentes                                | Stefan Lupp       |
| Árbitros asistentes                                | Marco Achmüller   |
| Cuarto árbitro                                     | Daniel Siebert    |
| Quinto árbitro                                     | Jan Seidel        |
| Árbitro asistente de video                         | Bastian Dankert   |
| Árbitros asistentes del árbitro asistente de video | Christian Dingert |
| Árbitros asistentes del árbitro asistente de video | Rob Dieperink     |

| 1          | Guardameta     | Gianluigi Donnarumma |       |
| 2          | Defensa        | Giovanni Di Lorenzo  |       |
| 23         | Defensa        | Alessandro Bastoni   |       |
| 5          | Defensa        | Riccardo Calafiori   |       |
| 3          | Defensa        | Federico Dimarco     | 83'   |
| 8          | Centrocampista | Jorginho             |       |
| 18         | Centrocampista | Nicolò Barella       | 90+2' |
| 7          | Centrocampista | Davide Frattesi      |       |
| 10         | Centrocampista | Lorenzo Pellegrini   | 77'   |
| 14         | Centrocampista | Federico Chiesa      | 77'   |
| 9          | Delantero      | Gianluca Scamacca    | 83'   |
| Entrenador | Entrenador     | Luciano Spalletti    |       |

| 23         | Guardameta     | Thomas Strakosha |     |
| 4          | Defensa        | Elseid Hysaj     |     |
| 6          | Defensa        | Berat Djimsiti   |     |
| 5          | Defensa        | Arlind Ajeti     |     |
| 3          | Defensa        | Mario Mitaj      |     |
| 21         | Centrocampista | Kristjan Asllani |     |
| 20         | Centrocampista | Ylber Ramadani   |     |
| 10         | Centrocampista | Nedim Bajrami    | 87' |
| 9          | Delantero      | Jasir Asani      | 68' |
| 11         | Delantero      | Armando Broja    | 77' |
| 15         | Delantero      | Taulant Seferi   | 68' |
| Entrenador | Entrenador     | Sylvinho         |     |

| 24 | Defensa        | Andrea Cambiaso    | 77'   |
| 16 | Centrocampista | Bryan Cristante    | 77'   |
| 13 | Defensa        | Matteo Darmian     | 83'   |
| 19 | Delantero      | Mateo Retegui      | 83'   |
| 25 | Delantero      | Michael Folorunsho | 90+2' |

| 14 | Centrocampista | Qazim Laçi  | 68' |
| 26 | Delantero      | Arbër Hoxha | 68' |
| 7  | Delantero      | Rey Manaj   | 77' |
| 17 | Delantero      | Ernest Muçi | 87' |

| Anotado | 11' | Alessandro Bastoni | 1:1 |
| Anotado | 16' | Nicolò Barella     | 2:1 |

| Anotado | 1' | Nedim Bajrami | 0:1 |

| Amonestado | 21' | Lorenzo Pellegrini |
| Amonestado | 51' | Riccardo Calafiori |

| Amonestado | 51' | Armando Broja |
| Amonestado | 74' | Arbër Hoxha   |

| Árbitro                                            | Bastian Dankert   |
| Árbitros asistentes                                | Stefan Lupp       |
| Árbitros asistentes                                | Marco Achmüller   |
| Cuarto árbitro                                     | Daniel Siebert    |
| Quinto árbitro                                     | Jan Seidel        |
| Árbitro asistente de video                         | Bastian Dankert   |
| Árbitros asistentes del árbitro asistente de video | Christian Dingert |
| Árbitros asistentes del árbitro asistente de video | Rob Dieperink     |

| Estadísticas      | Bandera de Italia | Bandera de Albania |
| Tiros             | 16                | 8                  |
| Tiros a puerta    | 5                 | 2                  |
| Faltas            | 7                 | 7                  |
| Saques de esquina | 5                 | 3                  |
| Penaltis          | 0                 | 0                  |
| Fueras de juego   | 2                 | 1                  |
| Posesión de balón | 65%               | 35%                |

#### España vs. Italia
| 20 de junio de 2024, 21:00 | España               | 1:0 (0:0) | Italia | Arena AufSchalke, Gelsenkirchen                                                |                                                                                |
|                            | Calafiori 55' (a.g.) | Reporte   |        | Asistencia: 49 528 espectadores Árbitro(s): Slavko Vinčić VAR: Nejc Kajtazović | Asistencia: 49 528 espectadores Árbitro(s): Slavko Vinčić VAR: Nejc Kajtazović |

| 23         | Guardameta     | Unai Simón        |       |
| 2          | Defensa        | Dani Carvajal     |       |
| 3          | Defensa        | Robin Le Normand  |       |
| 14         | Defensa        | Aymeric Laporte   |       |
| 24         | Defensa        | Marc Cucurella    |       |
| 20         | Centrocampista | Pedri             | 71'   |
| 16         | Centrocampista | Rodri             |       |
| 8          | Centrocampista | Fabián Ruiz Peña  | 90+4' |
| 19         | Delantero      | Lamine Yamal      | 71'   |
| 7          | Delantero      | Álvaro Morata     | 78'   |
| 17         | Delantero      | Nico Williams     | 78'   |
| Entrenador | Entrenador     | Luis de la Fuente |       |

| 1          | Guardameta     | Gianluigi Donnarumma |     |
| 2          | Defensa        | Giovanni Di Lorenzo  |     |
| 23         | Defensa        | Alessandro Bastoni   |     |
| 5          | Defensa        | Riccardo Calafiori   |     |
| 3          | Defensa        | Federico Dimarco     |     |
| 18         | Centrocampista | Nicolò Barella       |     |
| 8          | Centrocampista | Jorginho             | 46' |
| 7          | Centrocampista | Davide Frattesi      | 46' |
| 10         | Centrocampista | Lorenzo Pellegrini   | 82' |
| 14         | Centrocampista | Federico Chiesa      | 64' |
| 9          | Delantero      | Gianluca Scamacca    | 64' |
| Entrenador | Entrenador     | Luciano Spalletti    |     |

| 15 | Centrocampista | Álex Baena      | 71'   |
| 11 | Delantero      | Ferran Torres   | 71'   |
| 21 | Delantero      | Mikel Oyarzabal | 78'   |
| 26 | Delantero      | Ayoze Pérez     | 78'   |
| 6  | Centrocampista | Mikel Merino    | 90+4' |

| 24 | Defensa        | Andrea Cambiaso   | 46' |
| 16 | Centrocampista | Bryan Cristante   | 46' |
| 19 | Delantero      | Mateo Retegui     | 64' |
| 20 | Delantero      | Mattia Zaccagni   | 64' |
| 11 | Delantero      | Giacomo Raspadori | 82' |

| Anotado · Autogol | 55' | Riccardo Calafiori | 1:0 |

| Amonestado | 45+2' | Rodri            |
| Amonestado | 69'   | Robin Le Normand |
| Amonestado | 90+5' | Dani Carvajal    |

| Amonestado | 15' | Gianluigi Donnarumma |
| Amonestado | 46' | Bryan Cristante      |

| Árbitro                                            | Slavko Vinčić      |
| Árbitros asistentes                                | Tomaž Klančnik     |
| Árbitros asistentes                                | Andraž Kovačič     |
| Cuarto árbitro                                     | Clément Turpin     |
| Quinto árbitro                                     | Nicolas Danos      |
| Árbitro asistente de video                         | Nejc Kajtazovic    |
| Árbitros asistentes del árbitro asistente de video | Bartosz Frankowski |
| Árbitros asistentes del árbitro asistente de video | Tomasz Kwiatkowski |

| 23         | Guardameta     | Unai Simón        |       |
| 2          | Defensa        | Dani Carvajal     |       |
| 3          | Defensa        | Robin Le Normand  |       |
| 14         | Defensa        | Aymeric Laporte   |       |
| 24         | Defensa        | Marc Cucurella    |       |
| 20         | Centrocampista | Pedri             | 71'   |
| 16         | Centrocampista | Rodri             |       |
| 8          | Centrocampista | Fabián Ruiz Peña  | 90+4' |
| 19         | Delantero      | Lamine Yamal      | 71'   |
| 7          | Delantero      | Álvaro Morata     | 78'   |
| 17         | Delantero      | Nico Williams     | 78'   |
| Entrenador | Entrenador     | Luis de la Fuente |       |

| 1          | Guardameta     | Gianluigi Donnarumma |     |
| 2          | Defensa        | Giovanni Di Lorenzo  |     |
| 23         | Defensa        | Alessandro Bastoni   |     |
| 5          | Defensa        | Riccardo Calafiori   |     |
| 3          | Defensa        | Federico Dimarco     |     |
| 18         | Centrocampista | Nicolò Barella       |     |
| 8          | Centrocampista | Jorginho             | 46' |
| 7          | Centrocampista | Davide Frattesi      | 46' |
| 10         | Centrocampista | Lorenzo Pellegrini   | 82' |
| 14         | Centrocampista | Federico Chiesa      | 64' |
| 9          | Delantero      | Gianluca Scamacca    | 64' |
| Entrenador | Entrenador     | Luciano Spalletti    |     |

| 15 | Centrocampista | Álex Baena      | 71'   |
| 11 | Delantero      | Ferran Torres   | 71'   |
| 21 | Delantero      | Mikel Oyarzabal | 78'   |
| 26 | Delantero      | Ayoze Pérez     | 78'   |
| 6  | Centrocampista | Mikel Merino    | 90+4' |

| 24 | Defensa        | Andrea Cambiaso   | 46' |
| 16 | Centrocampista | Bryan Cristante   | 46' |
| 19 | Delantero      | Mateo Retegui     | 64' |
| 20 | Delantero      | Mattia Zaccagni   | 64' |
| 11 | Delantero      | Giacomo Raspadori | 82' |

| Anotado · Autogol | 55' | Riccardo Calafiori | 1:0 |

| Amonestado | 45+2' | Rodri            |
| Amonestado | 69'   | Robin Le Normand |
| Amonestado | 90+5' | Dani Carvajal    |

| Amonestado | 15' | Gianluigi Donnarumma |
| Amonestado | 46' | Bryan Cristante      |

| Árbitro                                            | Slavko Vinčić      |
| Árbitros asistentes                                | Tomaž Klančnik     |
| Árbitros asistentes                                | Andraž Kovačič     |
| Cuarto árbitro                                     | Clément Turpin     |
| Quinto árbitro                                     | Nicolas Danos      |
| Árbitro asistente de video                         | Nejc Kajtazovic    |
| Árbitros asistentes del árbitro asistente de video | Bartosz Frankowski |
| Árbitros asistentes del árbitro asistente de video | Tomasz Kwiatkowski |

| Estadísticas      | Bandera de España | Bandera de Italia |
| Tiros             | 20                | 4                 |
| Tiros a puerta    | 8                 | 1                 |
| Faltas            | 17                | 14                |
| Saques de esquina | 5                 | 2                 |
| Penaltis          | 0                 | 0                 |
| Fueras de juego   | 0                 | 0                 |
| Posesión de balón | 57%               | 43%               |

#### Croacia vs. Italia
| 24 de junio de 2024, 21:00 | Croacia    | 1:1 (0:0) | Italia         | Leipzig Stadium, Leipzig                                                      |                                                                               |
| | Modrić 55' | Reporte   | Zaccagni 90+8' | Asistencia: 38 322 espectadores Árbitro(s): Danny Makkelie VAR: Rob Dieperink | Asistencia: 38 322 espectadores Árbitro(s): Danny Makkelie VAR: Rob Dieperink |
| Luka Modrić se convirtió en el goleador con más edad en toda la historia de la Eurocopa, con 38 años y 289 días, superando a la marca de 38 años y 257 días de Ivica Vastić. |            |           |                |                                                                               |                                                                               |

| 1          | Guardameta     | Dominik Livaković |     |
| 2          | Defensa        | Josip Stanišić    |     |
| 6          | Defensa        | Josip Šutalo      |     |
| 3          | Defensa        | Marin Pongračić   |     |
| 4          | Defensa        | Joško Gvardiol    |     |
| 10         | Centrocampista | Luka Modrić       | 80' |
| 11         | Centrocampista | Marcelo Brozović  |     |
| 8          | Centrocampista | Mateo Kovačić     | 70' |
| 25         | Delantero      | Luka Sučić        | 70' |
| 9          | Delantero      | Andrej Kramarić   | 90' |
| 15         | Delantero      | Mario Pašalić     | 46' |
| Entrenador | Entrenador     | Zlatko Dalić      |     |

| 1          | Guardameta     | Gianluigi Donnarumma |     |
| 2          | Defensa        | Giovanni Di Lorenzo  |     |
| 23         | Defensa        | Alessandro Bastoni   |     |
| 5          | Defensa        | Riccardo Calafiori   |     |
| 13         | Defensa        | Matteo Darmian       | 81' |
| 18         | Centrocampista | Nicolò Barella       |     |
| 8          | Centrocampista | Jorginho             | 81' |
| 11         | Centrocampista | Giacomo Raspadori    | 75' |
| 10         | Centrocampista | Lorenzo Pellegrini   | 46' |
| 3          | Centrocampista | Federico Dimarco     | 57' |
| 19         | Delantero      | Mateo Retegui        |     |
| Entrenador | Entrenador     | Luciano Spalletti    |     |

| 16 | Delantero      | Ante Budimir    | 46' |
| 18 | Centrocampista | Luka Ivanušec   | 70' |
| 14 | Delantero      | Ivan Perišić    | 70' |
| 7  | Centrocampista | Lovro Majer     | 80' |
| 22 | Defensa        | Josip Juranović | 90' |

| 7  | Centrocampista | Davide Frattesi   | 46' |
| 14 | Delantero      | Federico Chiesa   | 57' |
| 9  | Delantero      | Gianluca Scamacca | 75' |
| 21 | Centrocampista | Nicolò Fagioli    | 81' |
| 20 | Delantero      | Mattia Zaccagni   | 81' |

| Anotado | 55' | Luka Modrić | 1:0 |

| Anotado | 90+8' | Mattia Zaccagni | 1:1 |

| Amonestado | 24'   | Luka Sučić       |
| Amonestado | 60'   | Luka Modrić      |
| Amonestado | 73'   | Luka Ivanušec    |
| Amonestado | 78'   | Marin Pongračić  |
| Amonestado | 82'   | Josip Stanišić   |
| Amonestado | 90+1' | Marcelo Brozović |

| Amonestado | 90+3'  | Riccardo Calafiori |
| Amonestado | 90+6'  | Nicolò Fagioli     |
| Amonestado | 90+10' | Luciano Spalletti  |

| Árbitro                                            | Danny Makkelie   |
| Árbitros asistentes                                | Hessel Steegstra |
| Árbitros asistentes                                | Jan de Vries     |
| Cuarto árbitro                                     | Serdar Gözübüyük |
| Quinto árbitro                                     | Johan Balder     |
| Árbitro asistente de video                         | Rob Dieperink    |
| Árbitros asistentes del árbitro asistente de video | Pol van Boekel   |
| Árbitros asistentes del árbitro asistente de video | Bastian Dankert  |

| 1          | Guardameta     | Dominik Livaković |     |
| 2          | Defensa        | Josip Stanišić    |     |
| 6          | Defensa        | Josip Šutalo      |     |
| 3          | Defensa        | Marin Pongračić   |     |
| 4          | Defensa        | Joško Gvardiol    |     |
| 10         | Centrocampista | Luka Modrić       | 80' |
| 11         | Centrocampista | Marcelo Brozović  |     |
| 8          | Centrocampista | Mateo Kovačić     | 70' |
| 25         | Delantero      | Luka Sučić        | 70' |
| 9          | Delantero      | Andrej Kramarić   | 90' |
| 15         | Delantero      | Mario Pašalić     | 46' |
| Entrenador | Entrenador     | Zlatko Dalić      |     |

| 1          | Guardameta     | Gianluigi Donnarumma |     |
| 2          | Defensa        | Giovanni Di Lorenzo  |     |
| 23         | Defensa        | Alessandro Bastoni   |     |
| 5          | Defensa        | Riccardo Calafiori   |     |
| 13         | Defensa        | Matteo Darmian       | 81' |
| 18         | Centrocampista | Nicolò Barella       |     |
| 8          | Centrocampista | Jorginho             | 81' |
| 11         | Centrocampista | Giacomo Raspadori    | 75' |
| 10         | Centrocampista | Lorenzo Pellegrini   | 46' |
| 3          | Centrocampista | Federico Dimarco     | 57' |
| 19         | Delantero      | Mateo Retegui        |     |
| Entrenador | Entrenador     | Luciano Spalletti    |     |

| 16 | Delantero      | Ante Budimir    | 46' |
| 18 | Centrocampista | Luka Ivanušec   | 70' |
| 14 | Delantero      | Ivan Perišić    | 70' |
| 7  | Centrocampista | Lovro Majer     | 80' |
| 22 | Defensa        | Josip Juranović | 90' |

| 7  | Centrocampista | Davide Frattesi   | 46' |
| 14 | Delantero      | Federico Chiesa   | 57' |
| 9  | Delantero      | Gianluca Scamacca | 75' |
| 21 | Centrocampista | Nicolò Fagioli    | 81' |
| 20 | Delantero      | Mattia Zaccagni   | 81' |

| Anotado | 55' | Luka Modrić | 1:0 |

| Anotado | 90+8' | Mattia Zaccagni | 1:1 |

| Amonestado | 24'   | Luka Sučić       |
| Amonestado | 60'   | Luka Modrić      |
| Amonestado | 73'   | Luka Ivanušec    |
| Amonestado | 78'   | Marin Pongračić  |
| Amonestado | 82'   | Josip Stanišić   |
| Amonestado | 90+1' | Marcelo Brozović |

| Amonestado | 90+3'  | Riccardo Calafiori |
| Amonestado | 90+6'  | Nicolò Fagioli     |
| Amonestado | 90+10' | Luciano Spalletti  |

| Árbitro                                            | Danny Makkelie   |
| Árbitros asistentes                                | Hessel Steegstra |
| Árbitros asistentes                                | Jan de Vries     |
| Cuarto árbitro                                     | Serdar Gözübüyük |
| Quinto árbitro                                     | Johan Balder     |
| Árbitro asistente de video                         | Rob Dieperink    |
| Árbitros asistentes del árbitro asistente de video | Pol van Boekel   |
| Árbitros asistentes del árbitro asistente de video | Bastian Dankert  |

| Estadísticas      | Bandera de Croacia | Bandera de Italia |
| Tiros             | 6                  | 13                |
| Tiros a puerta    | 4                  | 3                 |
| Faltas            | 18                 | 6                 |
| Saques de esquina | 2                  | 11                |
| Penaltis          | 1                  | 0                 |
| Fueras de juego   | 0                  | 2                 |
| Posesión de balón | 51%                | 49%               |

### Octavos de final

#### Suiza vs Italia
| 29 de junio de 2024, 18:00 | Suiza                      | 2:0 (1:0) | Italia | Estadio Olímpico, Berlín                                                             |                                                                                      |
|                            | - Freuler 37' - Vargas 46' | Reporte   |        | Asistencia: 68 172 espectadores Árbitro(s): Szymon Marciniak VAR: Tomasz Kwiatkowski | Asistencia: 68 172 espectadores Árbitro(s): Szymon Marciniak VAR: Tomasz Kwiatkowski |

| 1          | Guardameta     | Yann Sommer       |       |
| 22         | Defensa        | Fabian Schär      |       |
| 5          | Defensa        | Manuel Akanji     |       |
| 13         | Defensa        | Ricardo Rodríguez |       |
| 20         | Defensa        | Michel Aebischer  | 90+2' |
| 8          | Centrocampista | Remo Freuler      |       |
| 10         | Centrocampista | Rodri             |       |
| 26         | Centrocampista | Fabian Rieder     | 71'   |
| 17         | Delantero      | Ruben Vargas      | 71'   |
| 7          | Delantero      | Breel Embolo      | 77'   |
| 19         | Delantero      | Dan Ndoye         | 77'   |
| Entrenador | Entrenador     | Murat Yakin       |       |

| 1          | Guardameta     | Gianluigi Donnarumma |     |
| 2          | Defensa        | Giovanni Di Lorenzo  |     |
| 17         | Defensa        | Gianluca Mancini     |     |
| 23         | Defensa        | Alessandro Bastoni   |     |
| 13         | Defensa        | Matteo Darmian       | 74' |
| 16         | Centrocampista | Bryan Cristante      | 74' |
| 21         | Centrocampista | Nicolò Fagioli       | 86' |
| 18         | Centrocampista | Nicolò Barella       | 64' |
| 14         | Delantero      | Federico Chiesa      |     |
| 9          | Delantero      | Gianluca Scamacca    |     |
| 22         | Delantero      | Stephan El Shaarawy  | 46' |
| Entrenador | Entrenador     | Luciano Spalletti    |     |

| 2  | Defensa        | Leonidas Stergiou | 71'   |
| 14 | Delantero      | Steven Zuber      | 71'   |
| 16 | Centrocampista | Vincent Sierro    | 77'   |
| 18 | Delantero      | Kwadwo Duah       | 77'   |
| 11 | Delantero      | Renato Steffen    | 90+2' |

| 20 | Delantero      | Mattia Zaccagni    | 46' |
| 15 | Delantero      | Mateo Retegui      | 64' |
| 24 | Defensa        | Andrea Cambiaso    | 74' |
| 10 | Centrocampista | Lorenzo Pellegrini | 74' |
| 7  | Centrocampista | Davide Frattesi    | 86' |

| Anotado | 37' | Remo Freuler | 1:0 |
| Anotado | 46' | Ruben Vargas | 2:0 |

| Amonestado | 35' | Nicolò Barella      |
| Amonestado | 45' | Stephan El Shaarawy |
| Amonestado | 57' | Gianluca Mancini    |

| Árbitro                                            | Szymon Marciniak   |
| Árbitros asistentes                                | Tomasz Listkiewicz |
| Árbitros asistentes                                | Adam Kupsik        |
| Cuarto árbitro                                     | Facundo Tello      |
| Quinto árbitro                                     | Gabriel Chade      |
| Árbitro asistente de video                         | Tomasz Kwiatkowski |
| Árbitros asistentes del árbitro asistente de video | Bartosz Frankowski |
| Árbitros asistentes del árbitro asistente de video | Bastian Dankert    |

| 1          | Guardameta     | Yann Sommer       |       |
| 22         | Defensa        | Fabian Schär      |       |
| 5          | Defensa        | Manuel Akanji     |       |
| 13         | Defensa        | Ricardo Rodríguez |       |
| 20         | Defensa        | Michel Aebischer  | 90+2' |
| 8          | Centrocampista | Remo Freuler      |       |
| 10         | Centrocampista | Rodri             |       |
| 26         | Centrocampista | Fabian Rieder     | 71'   |
| 17         | Delantero      | Ruben Vargas      | 71'   |
| 7          | Delantero      | Breel Embolo      | 77'   |
| 19         | Delantero      | Dan Ndoye         | 77'   |
| Entrenador | Entrenador     | Murat Yakin       |       |

| 1          | Guardameta     | Gianluigi Donnarumma |     |
| 2          | Defensa        | Giovanni Di Lorenzo  |     |
| 17         | Defensa        | Gianluca Mancini     |     |
| 23         | Defensa        | Alessandro Bastoni   |     |
| 13         | Defensa        | Matteo Darmian       | 74' |
| 16         | Centrocampista | Bryan Cristante      | 74' |
| 21         | Centrocampista | Nicolò Fagioli       | 86' |
| 18         | Centrocampista | Nicolò Barella       | 64' |
| 14         | Delantero      | Federico Chiesa      |     |
| 9          | Delantero      | Gianluca Scamacca    |     |
| 22         | Delantero      | Stephan El Shaarawy  | 46' |
| Entrenador | Entrenador     | Luciano Spalletti    |     |

| 2  | Defensa        | Leonidas Stergiou | 71'   |
| 14 | Delantero      | Steven Zuber      | 71'   |
| 16 | Centrocampista | Vincent Sierro    | 77'   |
| 18 | Delantero      | Kwadwo Duah       | 77'   |
| 11 | Delantero      | Renato Steffen    | 90+2' |

| 20 | Delantero      | Mattia Zaccagni    | 46' |
| 15 | Delantero      | Mateo Retegui      | 64' |
| 24 | Defensa        | Andrea Cambiaso    | 74' |
| 10 | Centrocampista | Lorenzo Pellegrini | 74' |
| 7  | Centrocampista | Davide Frattesi    | 86' |

| Anotado | 37' | Remo Freuler | 1:0 |
| Anotado | 46' | Ruben Vargas | 2:0 |

| Amonestado | 35' | Nicolò Barella      |
| Amonestado | 45' | Stephan El Shaarawy |
| Amonestado | 57' | Gianluca Mancini    |

| Árbitro                                            | Szymon Marciniak   |
| Árbitros asistentes                                | Tomasz Listkiewicz |
| Árbitros asistentes                                | Adam Kupsik        |
| Cuarto árbitro                                     | Facundo Tello      |
| Quinto árbitro                                     | Gabriel Chade      |
| Árbitro asistente de video                         | Tomasz Kwiatkowski |
| Árbitros asistentes del árbitro asistente de video | Bartosz Frankowski |
| Árbitros asistentes del árbitro asistente de video | Bastian Dankert    |

| Estadísticas      | Bandera de Suiza | Bandera de Italia |
| Tiros             | 16               | 10                |
| Tiros a puerta    | 4                | 1                 |
| Faltas            | 9                | 15                |
| Saques de esquina | 4                | 6                 |
| Penaltis          | 0                | 0                 |
| Fueras de juego   | 0                | 1                 |
| Posesión de balón | 48%              | 52%               |